# Бранфорд (Флорида)
Бранфорд (англ. Branford) — муниципалитет, расположенный в округе Сувонни (штат Флорида, США) с населением в 695 человек по статистическим данным переписи 2000 года.

## География
По данным Бюро переписи населения США муниципалитет Бранфорд имеет общую площадь в 2,07 квадратных километров, водных ресурсов в черте населённого пункта не имеется.
Муниципалитет Бранфорд расположен на высоте 13 м над уровнем моря.

## Демография
По данным переписи населения 2000 года в Бранфордe проживало 695 человек, 170 семей, насчитывалось 270 домашних хозяйств и 320 жилых домов. Средняя плотность населения составляла около 335,75 человек на один квадратный километр. Расовый состав населённого пункта распределился следующим образом: 87,05 % белых, 7,05 % — чёрных или афроамериканцев, 0,29 % — коренных американцев, 0,29 % — азиатов, 2,59 % — представителей смешанных рас, 2,73 % — других народностей. Испаноговорящие составили 9,50 % от всех жителей.
Из 270 домашних хозяйств в 33,0 % воспитывали детей в возрасте до 18 лет, 42,2 % представляли собой совместно проживающие супружеские пары, в 15,6 % семей женщины проживали без мужей, 36,7 % не имели семей. 31,1 % от общего числа семей на момент переписи жили самостоятельно, при этом 17,4 % составили одинокие пожилые люди в возрасте 65 лет и старше. Средний размер домашнего хозяйства составил 2,53 человек, а средний размер семьи — 3,15 человек.
Население муниципалитета по возрастному диапазону по данным переписи 2000 года распределилось следующим образом: 27,6 % — жители младше 18 лет, 9,8 % — между 18 и 24 годами, 28,1 % — от 25 до 44 лет, 20,6 % — от 45 до 64 лет и 14,0 % — в возрасте 65 лет и старше. Средний возраст жителей составил 33 года. На каждые 100 женщин в Бранфордe приходилось 90,9 мужчин, при этом на каждые сто женщин 18 лет и старше приходилось 95,7 мужчин также старше 18 лет.
Средний доход на одно домашнее хозяйство составил 24 286 долларов США, а средний доход на одну семью — 31 705 долларов. При этом мужчины имели средний доход в 24 583 доллара США в год против 18 750 долларов среднегодового дохода у женщин. Доход на душу населения составил 24 286 долларов в год. 13,8 % от всего числа семей в населённом пункте и 21,0 % от всей численности населения находилось на момент переписи населения за чертой бедности, при этом 17,2 % из них были моложе 18 лет и 26,4 % — в возрасте 65 лет и старше.